# EMALS
Cet article concerne la catapulte électromagnétique d'aide au décollage d'avions. Pour la méthode de lancement spatial sans fusée, voir Catapulte électromagnétique.
EMALS (acronyme de l'anglais Electromagnetic Aircraft Launch System) est un système développé par la marine des États-Unis qui permet le catapultage des aéronefs à bord d'un porte-avions à l'aide d'un moteur linéaire à induction électromagnétique. 
Cette technologie permet de réduire les efforts subis par le fuselage de l'appareil lors du catapultage car l'accélération se fait graduellement contrairement aux catapultes traditionnelles, utilisant la vapeur comme énergie et dont l'accélération est plus irrégulière.
Les avantages sont nombreux : une masse réduite, un coût moins important et une maintenance plus facile. Ce système est capable de propulser des avions qu'ils soient lourds ou légers et permet une économie d'eau et donc d'énergie (désalinisation, vaporisation de l'eau…)

## Conception et développement
Le système EMALS est développé par l'entreprise General Atomics pour le compte de l'U.S. Navy et de ses porte-avions de nouvelle génération de la classe Gerald R. Ford.

### Moteur linéaire à induction
Le dispositif utilise un moteur linéaire à induction électromagnétique (LIM), qui se sert de courants électriques pour générer des champs magnétiques propulsant un chariot posé sur un rail. Le système consiste en quatre éléments. Le moteur linéaire dispose d'une rangée de stators munis de bobines et qui fonctionne comme un induit de moteur normal. Quand le moteur est alimenté, il accélère le chariot situé sur le rail. À tout moment, seule la partie du stator où est présent le chariot de poussée est alimentée. Le dispositif peut accélérer un avion de 45 000 kg jusqu'à 240 km/h sur un rail de 91 mètres.

### Stockage de l'énergie
Le moteur consomme une importante quantité d'énergie électrique en quelques secondes, plus que ce que le navire peut fournir. Pour résoudre ce problème, le système puise de l'énergie au bateau et la stocke à l'aide de quatre volants d'inertie. Chaque volant peut stocker jusqu'à 100 mégajoules et peut être rechargé en 45 secondes, plus rapidement qu'avec un système à vapeur.

### Conversion de l'énergie
Au déclenchement du système, l'énergie emmagasinée par les volants d'inertie est convertie en électricité par des alternateurs et passe par un cycloconvertisseur. Le cycloconvertisseur fournit une fréquence et une tension contrôlées au moteur. Ce faisant, seule la partie du stator où est présent le chariot de poussée est alimentée et ce tout le long de sa course.

### Commandes de contrôle
Des capteurs à effet Hall sont placés sur toute la longueur de course du chariot pour s'assurer de l'accélération désirée. Le système EMALS maintient une force de remorquage constante ce qui réduit les contraintes subies par la structure de l'avion.

### Dates de développement

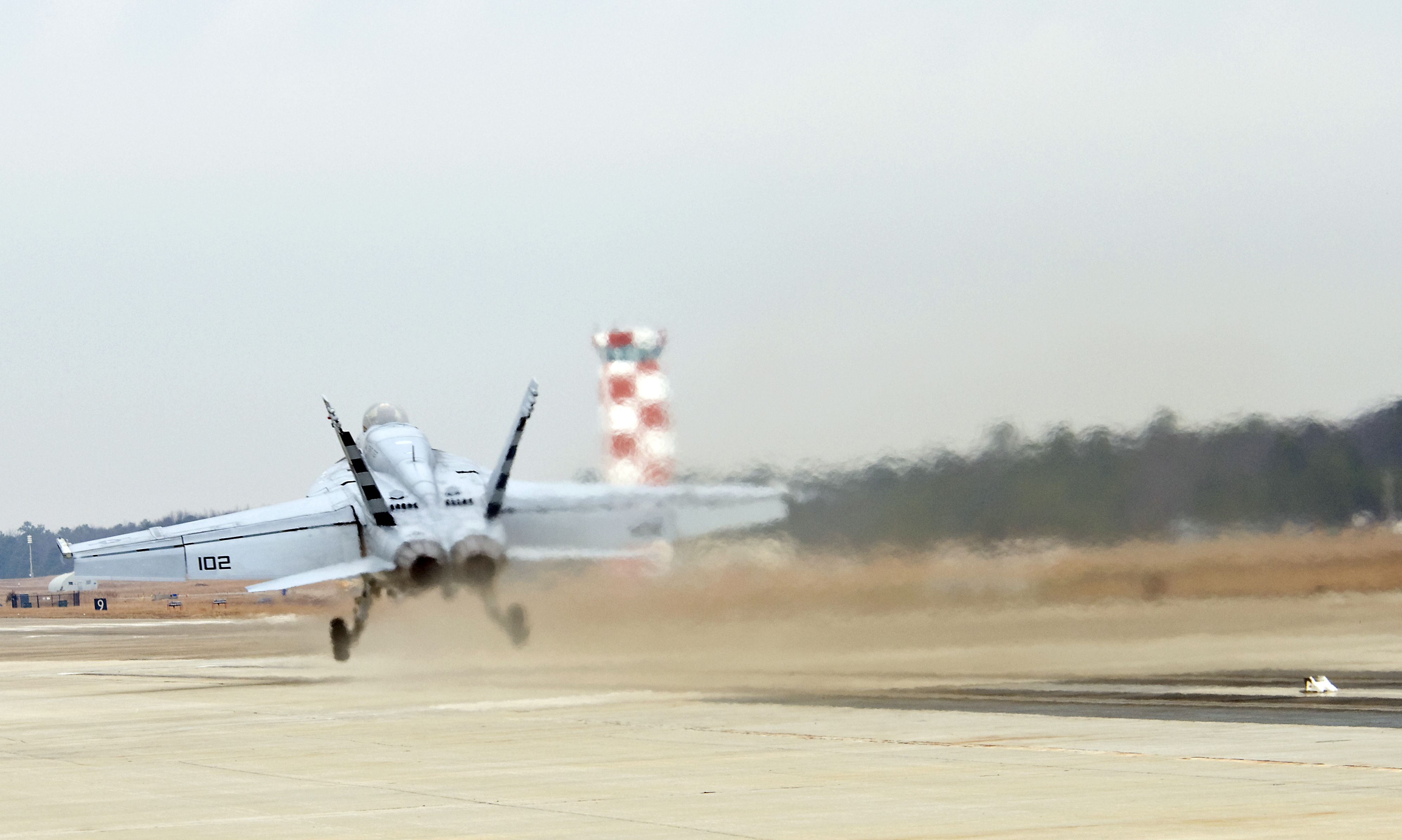
Un F-A-18E Super Hornet propulsé par le système EMALS lors d'un test au Naval Air Systems Command à Lakehurst le 18 décembre 2010.

- 18 décembre 2010 : lancement réussi d'un F/A-18E Super Hornet au Naval Air Engineering Station Lakehurst[4],[5].
- 1–2 juin 2011 : lancement réussi d'un T-45 Goshawk au Naval Air Engineering Station Lakehurst[6].
- 9–10 juin 2011 : lancement réussi d'un C-2 Greyhound au Naval Air Engineering Station Lakehurst[7].
- 27 septembre 2011 : lancement réussi d'un E-2D Advanced Hawkeye au Naval Air Engineering Station Lakehurst[8],[9].
- 18 novembre 2011 : lancement réussi d'un F-35C Lightning II[10].
- 28 juillet 2017 : lancement réussi d'un F/A-18F à bord de l'USS Gerald R. Ford[11].

## Avantages
Comparé aux traditionnelles catapultes à vapeur des porte-avions de type CATOBAR, le système pèse moins lourd, occupe moins d'espace, requiert moins de maintenance, est plus fiable, se recharge plus rapidement et consomme moins d'énergie. Les catapultes à vapeur utilisent près de 614 kg de vapeur par lancement et disposent de nombreux sous-systèmes mécaniques, hydrauliques et pneumatiques. Le dispositif EMALS n'utilise pas de vapeur, ce qui le rend intéressant pour les projets de navires tout électriques. Le système peut être configuré avec précision selon le type d'appareil, que ce soit le catapultage d'un avion de chasse lourd ou d'un drone.

## Porte-avions équipés
Les porte-avions de nouvelle génération de classe Gerald R. Ford sont équipés du système EMALS.
Le porte-avions de nouvelle génération français, appelé à succéder au Charles de Gaulle en 2038, sera équipé d'un système EMALS.

## Systèmes similaires
Le vice-amiral Yin Zhuo de la marine chinoise a annoncé en 2013 que les futurs porte-avions chinois du Type 003 seront pourvus d'un système de catapultage électromagnétique. La Chine a lancé un programme de ce type fin 2011 et réussi son premier catapultage d'un avion de combat fin 2016.

## Caractéristiques
- Vitesse fin de course : 28–103 m/s
- Énergie libérée : 122 MJ
- Temps de cycle : 45 secondes
- Masse : < 225 000 kg
- Volume : < 425 m3